# Polystichum bigemmatum
Polystichum bigemmatum är en träjonväxtart som beskrevs av Ren-Chang Ching och L. L. Xiang. Polystichum bigemmatum ingår i släktet Polystichum och familjen Dryopteridaceae. Inga underarter finns listade.